# Stacy Sykora
Stacy Denise Sykora (Fort Worth, 24 de junho de 1977) é uma ex-jogadora de voleibol dos Estados Unidos que atuava na posição de líbero. Começou a jogar profissionalmente no ano de 1996. No ano de 1999 também passou a fazer parte da seleção do país. Sykora já participou de três Jogos olímpicos: Sydney 2000, Atenas 2004 e Pequim 2008. Foi considerada uma das melhores líberos do mundo.

No Brasil, jogou pelo Vôlei Futuro, de Araçatuba, onde atuou com grandes jogadoras brasileiras, como Paula Pequeno e Fabiana Claudino e também com a atual levantadora da seleção dos Estados Unidos, Alisha Glass.

## Acidente
Em 12 de abril de 2011 a jogadora sofreu um edema e traumatismo cranioencefálico após o ônibus que levava o time do Vôlei Futuro tombar em Osasco, quando seguia para um jogo. A atleta passou 24 dias internada.

## Pós-Acidente e Aposentadoria
Mesmo com dificuldades para enxergar e com poucos reflexos, a líbero seguiu para o Urbino da Itália. Entretanto, sem alcançar o ótimo voleibol que tinha, preferiu, mesmo com o campeonato italiano em curso, no dia 11 de dezembro de 2012 se aposentar do voleibol. Poucos meses antes, assumiu sua homossexualidade, dizendo-se cansada de se esconder e de, segundo suas palavaras, "usar máscaras só por ser uma jogadora de Olimpíadas". 

## Clubes
| Clube                      | País           | Temporadas |
| Texas A&M                  | Estados Unidos | 1996-1999  |
| Teodora Ravenna            | Itália         | 2000-2003  |
| Volley Modena              | Itália         | 2003-2004  |
| Pieralisi Jesi             | Itália         | 2004-2005  |
| CV Las Palmas              | Espanha        | 2005-2006  |
| Seleção dos Estados Unidos | Estados Unidos | 2006-2007  |
| Jogging Altamura           | Itália         | 2007-2008  |
| Seleção dos Estados Unidos | Estados Unidos | 2008-2009  |
| Omička Omsk                | Rússia         | 2009-2010  |
| Vôlei Futuro               | Brasil         | 2010-2012  |
| Urbino                     | Itália         | 2012       |

## Premiações individuais
- 1999 Montreux Volley Masters - melhor recepção
- Grand Prix de Voleibol de 2000 - melhor recepção
- 2001 Montreux Volley Masters - melhor líbero
- Grand Prix de Voleibol de 2001 - melhor líbero
- 2001 Campeonato Norteamericano - melhor líbero
- 2001 Copa dos Campeões de Voleibol - melhor defesa
- 2003 Montreux Volley Masters - melhor defesa
- Olimpíada de Atenas 2004 - melhor defesa
- Campeonato Mundial de Voleibol Feminino de 2010 - melhor líbero